# Intermontane eilanden
De Intermontane Eilanden waren een grote groep vulkanische eilanden in de vroege Grote Oceaan gedurende het Trias (waarschijnlijk vanaf 245 miljoen jaar geleden tot 180 miljoen jaar geleden). Door de westelijke beweging van Noord-Amerika verdwenen de eilanden weer in de vroege Jura.